# 레이철 도드슨
레이철 도드슨(영어: Rachel Dodson)은 미국의 만화 선화, 채색화가이다. 테리 도드슨의 아내로 그와 같이 《할리 퀸》, 《스파이더맨》 등을 작업했다.